# 因尼亞加河
因尼亞加河（俄语：Инняга）是俄羅斯的河流，屬於奧莫隆河的左支流，由楚科奇自治區負責管轄，河道全長30公里，發源自科雷馬山脈，河水主要來自雨水和融雪，每年十月至翌年五月結冰。 